# كلوريد الفاناديوم الثلاثي
كلوريد الفاناديوم الثلاثي هو مركب كيميائي لاعضوي صيغته VCl3، ويوجد على هيئة صلب بنفسجي.

## التحضير
يحضر المركب من التفكك الحراري لمركب كلوريد الفاناديوم الرباعي عند درجات تقع بين 60–170 °س:
{\displaystyle \mathrm {2\ VCl_{4}\longrightarrow 2\ VCl_{3}+Cl_{2}} }
وفق أسلوب آخر، يمكن تحضير هذا المركب من تفاعل أكسيد الفاناديوم الثلاثي مع كلوريد الثيونيل:
{\displaystyle \mathrm {V_{2}O_{3}+3\ SOCl_{2}\ {\xrightarrow {}}\ 2\ VCl_{3}\ +\ 3\ SO_{2}} }
أو من تفاعل أكسيد الفاناديوم الخماسي مع ثنائي كلوريد ثنائي الكبريت:
{\displaystyle \mathrm {2\ V_{2}O_{5}+6\ S_{2}Cl_{2}\ {\xrightarrow {}}\ 4\ VCl_{3}+5\ SO_{2}+7\ S} }

## الخواص
يوجد المركب في الشروط القياسية على هيئة صلب بلوري بنفسجي قرمزي، وهو يتفكك حرارياً عند التسخين لدرجات حرارة تتجاوز 400 °س إلى كلوريد الفاناديوم الثنائي وكلوريد الفاناديوم الرباعي:
{\displaystyle \mathrm {2\ VCl_{3}\ {\xrightarrow {\Delta T}}\ VCl_{2}+VCl_{4}} }

## الاستخدامات
يستخدم كلوريد الفاناديوم الثلاثي مادة طليعية أولية لتحضير مركبات الفاناديوم الثلاثي.